# La terza America. Un manifesto
La terza America. Un manifesto (titolo originale: The Revolution: A Manifesto) è un libro scritto dal congressista statunitense Ron Paul, basato sulle esperienze vissute durante la campagna presidenziale del 2008. 
Nella primavera del 2008  raggiunse il primo posto tra i libri di saggistica nella classifica redatta dal New York Times.
È stato tradotto in italiano da Stefano Cosimi per conto della casa editrice Liberilibri e pubblicato nel 2009.

## Contenuti
| Tema                                                      | Pagina |
| --------------------------------------------------------- | ------ |
| Titolo e dediche                                          | i      |
| Indice                                                    | vii    |
| Prefazione                                                | ix     |
| I - La scelta falsa della politica americana              | 1      |
| II - La politica estera dei Padri Fondatori               | 9      |
| III - La Costituzione                                     | 41     |
| IV - Libertà economica                                    | 69     |
| V - Libertà individuali e civili                          | 109    |
| VI - Moneta: Il tema dimenticato dalla politica americana | 137    |
| VII - La rivoluzione                                      | 157    |
| Una bibliografia per un'America libera e prosperosa       | 169    |